# Trpasličí pinč
Trpasličí pinč (též srnčí ratlík, srnčí pinč nebo malý hladkosrstý pinč; anglicky Miniature Pinscher, německy Zwergpinscher) je malé psí plemeno vyšlechtěné v 18. století v Německu jako hlídač a lovec škůdců, zejména potkanů. Je uznané Mezinárodní kynologickou federací (FCI), která jej řadí do druhé skupiny. Plemeno v dnešní podobě bylo uznáno roku 1895.[zdroj⁠?!]

## Vzhled
Trpasličí pinč je zmenšeným obrazem německého pinče, bez stinných stránek, kterými by mohly být například velké oční bulvy v poměru k hlavě. Je dobře osvalený a elegantní. Čtvercová postava je zřetelně viditelná díky krátké a hladké srsti. Má dlouhou lebku zakončenou černým nosem. Vysoko posazené uši jsou sklopeny do tvaru písmene V. Rovné přední a svalnaté zadní končetiny umožňují tomuto plemeni elegantní a plynulý pohyb, přičemž nejpřirozenější je pro něj klus. Poměr délky k výšce postavy by měl být co možná nejčtvercovější. Délka hlavy (měřeno od špičky nosu k týlu) odpovídá polovině délky horní linie těla (měřeno od kohoutku ke kořeni ocasu).
Je možné jej zaměnit za pražského krysaříka, který je ale menší, ne tak mohutný a výrazně lehčí. Vzhledově se podobá i anglickému toy teriérovi, který byl též vyšlechtěn pro lov škůdců.

## Temperament
Přes svoji pověst bojácného malého psíka je trpasličí pinč plemeno houževnaté, energické, čilé, veselé, sebejisté a vyvážené povahy, vyžadující fyzickou a psychickou aktivitu.[zdroj⁠?!] Tyto kvality z něj dělají příjemného rodinného a společenského psa. Nedostatek pohybu a aktivity vede k problémům s chováním. Jeho temperamentu vyhovují různé kynologické sporty, jako jsou agility nebo dogdancing. Je přirozeně nebojácný a při správné motivaci je lehko cvičitelný. K cizím lidem se chová s přiměřenou nedůvěrou a při správném vedení se dobře snáší i s jinými domácími zvířaty. Jako pinč často přimkne k jedné osobě.

## Zdraví
Trpasličí pinč je jedno z mála malých plemen, které netrpí žádnými specifickými dědičnými chorobami. Vyhýbá se mu i pro jiná malá plemena typická luxace pately.[zdroj⁠?!]